# Roberto Jiménez (football, 1983)
Pour les articles homonymes, voir Roberto Jiménez.
Roberto Carlos Jiménez Jiménez est un footballeur international péruvien, né le 21 avril 1983 à Malingas, dans la région de Piura au Pérou. Il évolue au poste d'attaquant.

## Carrière

### En club
Roberto Jiménez évolue au sein de trois pays différents : Pérou, Argentine et Chili.
Il dispute au cours de sa carrière plus de 300 matchs en première division péruvienne, inscrivant plus de 100 buts. Il joue également 44 matchs en première division argentine (10 buts), et 14 matchs en première division chilienne (trois buts). 
Dans les compétitions internationales, son bilan s'élève à deux matchs en Copa Libertadores (aucun but), et 12 matchs en Copa Sudamericana (trois buts). Il est quart de finaliste de la Copa Sudamericana en 2006 avec le club de San Lorenzo.
Alors qu'il avait pris sa retraite sportive au Sport Loreto (en D2 péruvienne) en 2018, il reprend du service en 2023 au sein du Semillero Tambogrande, club amateur jouant en Copa Perú (D3 péruvienne).

### En équipe nationale
Roberto Jiménez joue six matchs en équipe du Pérou entre 2006 et 2008, sans inscrire de but.
Il reçoit sa première sélection en équipe nationale le 10 mai 2006, en amical contre l'équipe de Trinité-et-Tobago (match nul 1-1).
Il participe avec le Pérou à la Copa América 2007 organisée au Venezuela. Lors de cette compétition, il joue un match contre la Bolivie.

## Palmarès

### En Argentine
| San Lorenzo de Almagro - Championnat d'Argentine (1) : - Champion : 2007-C. |  | CA Lanús - Championnat d'Argentine (1) : - Champion : 2007-A. |

### Au Pérou
Universitario de Deportes
- Tournoi d'ouverture (1) :
  - Vainqueur : 2008-O.